# Éric Bernard
Éric Jacques Bernard (* 24. August 1964 in Martigues nahe Marseille) ist ein ehemaliger französischer Automobilrennfahrer. Er startete zwischen 1989 und 1994 in der Formel 1.

## Karriere
Sein Formel-1-Debüt gab Bernard beim Großen Preis von Frankreich in der Saison 1989 für das Team Larrousse. Bernard fuhr auch 1990 und 1991 für Larrousse bei insgesamt 31 Grands Prix. Sein bestes Ergebnis für Larrousse war der vierte Platz beim Großen Preis von Großbritannien 1990.
Nach einem Unfall beim Großen Preis von Japan 1991 pausierte Bernard für zwei Jahre, bevor er 1994 13-mal für Ligier und einmal in seinem letzten Formel-1-Rennen für Lotus antrat. Beim Großen Preis von Deutschland erreichte Bernard mit dem dritten Platz die beste Platzierung seiner Karriere.
Insgesamt konnte Bernard bei 45 Starts 10 WM-Punkte sammeln.

## Statistik

### Statistik in der Formel 1

#### Gesamtübersicht
| Saison | Team      | Chassis      | Motor                    | Rennen | Siege | Zweiter | Dritter | Poles | schn.<vr />Runden | Punkte | WM-Pos. |
| ------ | --------- | ------------ | ------------------------ | ------ | ----- | ------- | ------- | ----- | ----------------- | ------ | ------- |
| 1989   | Lola      | Lola LC89    | Lamborghini 3.5 V12      | 2      | –     | –       | –       | –     | –                 | –      | 31.     |
| 1990   | Lola      | Lola LC90    | Lamborghini 3.5 V12      | 16     | –     | –       | –       | –     | –                 | 5      | 13.     |
| 1991   | Larrousse | Lola LC91    | Ford Cosworth DFR 3.5 V8 | 13     | –     | –       | –       | –     | –                 | 1      | 21.     |
| 1994   | Ligier    | Ligier JS39B | Renault 3.5 V10          | 13     | –     | –       | 1       | –     | –                 | 4      | 18.     |
| 1994   | Lotus     | Lotus 109    | Mugen-Honda 3.5 V10      | 1      | –     | –       | –       | –     | –                 | –      | 18.     |
| Gesamt | Gesamt    | Gesamt       | Gesamt                   | 45     | –     | –       | 1       | –     | –                 | 10     |         |

### Le-Mans-Ergebnisse
| Jahr | Team                   | Fahrzeug               | Teamkollege              | Teamkollege      | Platzierung | Ausfallgrund     |
| ---- | ---------------------- | ---------------------- | ------------------------ | ---------------- | ----------- | ---------------- |
| 1995 | Courage Compétition    | Courage C41            | Henri Pescarolo          | Franck Lagorce   | Ausfall     | Kupplungsschaden |
| 1996 | Enna SRL Igol          | Ferrari F40 GTE        | Jean-Marc Gounon         | Paul Belmondo    | Ausfall     | Elektrik         |
| 1997 | DAMS                   | Panoz Esperante GTR-1  | Jean-Christophe Boullion | Franck Lagorce   | Ausfall     | Ölpumpe          |
| 1998 | Panoz Motorsports Inc. | Panoz Esperante GTR-1  | Christophe Tinseau       | Johnny O’Connell | Ausfall     | Getriebeschaden  |
| 1999 | Panoz Motorsports      | Panoz LMP-1            | David Brabham            | Butch Leitzinger | Rang 7      |                  |
| 2000 | Team DAMS              | Cadillac Northstar LMP | Emmanuel Collard         | Franck Montagny  | Rang 19     |                  |
| 2001 | DAMS                   | Cadillac Northstar LMP | Emmanuel Collard         | Marc Goossens    | Ausfall     | Unfall           |
| 2002 | DAMS                   | Cadillac Northstar LMP | Emmanuel Collard         | JJ Lehto         | Rang 12     |                  |

### Sebring-Ergebnisse
| Jahr | Team             | Fahrzeug               | Teamkollege      | Teamkollege  | Platzierung | Ausfallgrund     |
| ---- | ---------------- | ---------------------- | ---------------- | ------------ | ----------- | ---------------- |
| 1997 | Panoz Motorsport | Panoz Esperante GTR-1  | Doc Bundy        | Jeff Purner  | Ausfall     | Elektrik         |
| 1998 | Panoz Motorsport | Panoz Esperante GTR-1  | Doc Bundy        | Jamie Davies | Rang 4      |                  |
| 1999 | Panoz Racing     | Panoz Esperante GTR-1  | David Brabham    |              | Ausfall     | Wagenbrand       |
| 2000 | Motorola-DAMS    | Cadillac Northstar LMP | Emmanuel Collard |              | Ausfall     | Kupplungsschaden |
| 2002 | Team Cadillac    | Cadillac Northstar LMP | Emmanuel Collard | JJ Lehto     | Ausfall     | Elektrik         |